# Быков, Олег Владимирович
Оле́г Влади́мирович Бы́ков (при рождении Попов; род. 31 марта 1964, Сыктывкар, Коми АССР, РСФСР, СССР) — советский серийный убийца и грабитель. При рождении получил фамилию Попов, однако из-за постоянных насмешек и сравнений с советским клоуном Олегом Поповым сменил фамилию на Быков. Был признан невменяемым и направлен на принудительное лечение.

## Биография

### Детство и юность
Олег Попов родился 31 марта 1964 года в Сыктывкаре. Являясь тёзкой и однофамильцем клоуна Олега Попова, он часто подвергался в детстве насмешкам со стороны сверстников. С детства имел проблемы с психикой и пытался поджечь свою школу.

### Преступления
В октябре 1988 года в Сыктывкаре Попов попытался задушить гражданина Болгарии, но тот выжил и обратился в милицию. Вскоре Попова арестовали, он сообщил следователям, что не собирался душить болгарина, а лишь хотел его крепко приобнять. Дело возбуждать не стали.
В 1989 году Олег Попов во время распития спиртных напитков совершил убийство Олега Макарова, засунул его голову в духовку газовой плиты и попытался инсценировать самоубийство жертвы, открыв газовые конфорки, а также похитил у него из квартиры телевизор «Рекорд». Однако взрыва газа не произошло. Труп обнаружили лишь спустя 3 дня. Позже Попов продал телевизор за две бутылки водки.
Через месяц Попов во время распития спиртных напитков попытался задушить пенсионера, однако жена пожилого мужчины спасла своего мужа. Заявление пенсионер писать отказался.
Через 2 недели Попов задушил в квартире одинокого мужчину.

### Арест, следствие и суд
Следователи решили проверить Попова на связь с убийствами и отправили по его месту жительства оперативников. Попов за это время успел взять фамилию жены и представился оперативникам как Быков. Однако его разоблачили и арестовали. На допросе он сознался в убийствах и краже телевизора. Соседка Макарова опознала в нём грабителя. По результатам судебно-психиатрической экспертизы Быков был признан невменяемым и направлен на принудительное лечение.

## В массовой культуре
- Документальный фильм «Клоун» из цикла «Следствие вели» (2019)[3]